# (24224) Matthewdavis
(24224) Matthewdavis est un astéroïde de la ceinture principale d'astéroïdes.

## Description
(24224) Matthewdavis est un astéroïde de la ceinture principale d'astéroïdes. Il fut découvert le 7 décembre 1999 à Socorro (Nouveau-Mexique) par le projet LINEAR. Il présente une orbite caractérisée par un demi-grand axe de 3,07 UA, une excentricité de 0,07 et une inclinaison de 9,1° par rapport à l'écliptique.

## Compléments